# Luca Sacchi
Luca Sacchi (* 10. Januar 1968 in Mailand) ist ein ehemaliger italienischer Schwimmer. Er gewann bei Olympischen Spielen eine Bronzemedaille und bei Europameisterschaften eine Goldmedaille und zwei Bronzemedaillen.

## Karriere
Bei den Mittelmeerspielen 1987 im syrischen Latakia gewann Luca Sacchi über 200 Meter Lagen die Silbermedaille hinter seinem Landsmann Lorenzo Benucci und wurde Dritter über 200 Meter Rücken. Über 200 Meter Brust und über 400 Meter Lagen belegte er jeweils den vierten Platz. Im Jahr darauf trat Sacchi bei den Olympischen Spielen 1988 in Seoul zunächst über 400 Meter Lagen an und belegte den siebten Platz. Über 200 Meter Lagen wurde Sacchi Fünfter im B-Finale und belegte damit den 13. Platz in der Gesamtwertung.
1989 bei den Europameisterschaften in Bonn erreichte Sacchi den sechsten Platz über 400 Meter Lagen. Anfang 1991 fanden in Perth die Schwimmweltmeisterschaften 1991 statt. Über 400 Meter Lagen schwamm Luca Sacchi als viertbester Europäer auf den fünften Platz. Über 200 Meter Lagen erreichte Sacchi das B-Finale. Bei den Mittelmeerspielen 1991 in Athen siegte Sacchi über 400 Meter Lagen. Anderthalb Monate später fanden ebenfalls in Athen die Schwimmeuropameisterschaften 1991 statt. Sacchi gewann über 400 Meter Lagen mit 0,04 Sekunden Vorsprung vor dem Deutschen Patrick Kühl. Über 200 Meter Lagen siegte der Däne Lars Sørensen vor dem Deutschen Christian Gessner, mit 0,3 Sekunden Rückstand auf den Sieger erhielt Luca Sacchi die Bronzemedaille. Bei den olympischen Schwimmwettbewerben 1992 in Barcelona siegte über 400 Meter Lagen der Ungar Tamás Darnyi vor Eric Namesnik aus den Vereinigten Staaten. Mit 0,8 Sekunden Rückstand auf Namesnik und 0,9 Sekunden Vorsprung auf David Wharton, den zweiten Schwimmer aus den Vereinigten Staaten, erschwamm Luca Sacchi die Bronzemedaille. Über 200 Meter Lagen qualifizierte sich Sacchi für das B-Finale, zog dann aber zurück.
Im Jahr darauf fanden die Mittelmeerspiele 1993 in Frankreich statt. Sacchi gewann über 200 Meter Lagen mit drei Zehntelsekunden Vorsprung auf den Franzosen Xavier Marchand. Über 400 Meter Lagen siegte er mit drei Sekunden Vorsprung auf den Franzosen David Joncourt. 1994 bei den Weltmeisterschaften in Rom belegte Sacchi den sechsten Platz über 400 Meter Lagen. 1995 erreichte er den dritten Platz über 400 Meter Lagen bei den Europameisterschaften in Wien, wobei er eine halbe Sekunde Rückstand auf den zweitplatzierten Polen Marcin Malinski hatte. Über 200 Meter Lagen schlug Sacchi als Vierter mit 0,67 Sekunden Rückstand auf den drittplatzierten Christian Keller an. Bei den Olympischen Spielen 1996 in Atlanta schwamm Sacchi auf den sechsten Platz über 400 Meter Lagen. Über 200 Meter Lagen wurde er Dritter im B-Finale und belegte in der Gesamtwertung den elften Platz.
Luca Sacchi schwamm für den Verein Dimensione Dello Sport Milano. Er gewann 28 nationale Meistertitel. Nach seiner Aktivenlaufbahn war er als Journalist tätig und arbeitete als Kommentator für den Fernsehsender RAI.